# Ołena Jaszna
Ołena Jaszna (ukr. Олена Яшна; ur. 2 stycznia 1987 w Nowogrodzie Wołyńskim) – ukraińska wioślarka.

## Osiągnięcia
- Mistrzostwa Świata Juniorów – Brandenburg 2005 – czwórka bez sternika – 7. miejsce[1].
- Mistrzostwa Świata U-23 – Glasgow 2007 – dwójka bez sternika – 4. miejsce[1].
- Mistrzostwa Europy – Poznań 2007 – ósemka – 5. miejsce[1].
- Mistrzostwa Europy – Ateny 2008 – ósemka – 6. miejsce[1].
- Mistrzostwa Świata U-23 – Račice 2009 – ósemka – 5. miejsce[1].